# Belgium haderejének rendfokozatai
Az alábbi táblázat tartalmazza a Belgium haderejében bevezetett rendfokozatokat. 2002. január 2-ával megszűntek a különálló fegyvernemek, és a korábbi szárazföldi csapatokat, a légierőt és a haditengerészetet egységes parancsnokság alá vonták össze. Ennek megfelelően a Belga Fegyveres Erőknek (hollandul: Belgische Strijdkrachten, franciául: L’Armée belge) csak szárazföldi (De Landcomponent, La Composante Terre), légi (De Luchtcomponent, La Composante Air), tengerészeti (De Marinecomponent, La Composante Maritime), valamint egészségügyi (De Medische component, La Composante Médicale) komponensei léteznek.
Az egyes rendfokozatok magyar fordítása a Magyar Honvédség megfelelő rendfokozatain alapul.

## Tiszti rendfokozatok
| NATO besorolás | Szárazföldi komponens                                          | Szárazföldi komponens                                          | Egészségügyi komponens                                                | Egészségügyi komponens                                                | Légi komponens                                                 | Légi komponens                                                 | Tengeri Komponens                                                                              | Tengeri Komponens                                              |
| -------------- | -------------------------------------------------------------- | -------------------------------------------------------------- | --------------------------------------------------------------------- | --------------------------------------------------------------------- | -------------------------------------------------------------- | -------------------------------------------------------------- | ---------------------------------------------------------------------------------------------- | -------------------------------------------------------------- |
| Tábornokok     |                                                                |                                                                |                                                                       |                                                                       |                                                                |                                                                |                                                                                                |                                                                |
| OF-10          | Belgiumban nem használnak az OF-10-nek megfelelő rendfokozatot | Belgiumban nem használnak az OF-10-nek megfelelő rendfokozatot | Belgiumban nem használnak az OF-10-nek megfelelő rendfokozatot        | Belgiumban nem használnak az OF-10-nek megfelelő rendfokozatot        | Belgiumban nem használnak az OF-10-nek megfelelő rendfokozatot | Belgiumban nem használnak az OF-10-nek megfelelő rendfokozatot | Belgiumban nem használnak az OF-10-nek megfelelő rendfokozatot                                 | Belgiumban nem használnak az OF-10-nek megfelelő rendfokozatot |
| OF-9           | Vezérezredes Generaal Général                                  |                                                                | Az egészségügyi csapatoknál nincsen az OF-9-nek megfelelő rendfokozat | Az egészségügyi csapatoknál nincsen az OF-9-nek megfelelő rendfokozat | Vezérezredes Generaal Général                                  |                                                                | Tengernagy Admiraal Amiral                                                                     |                                                                |
| OF-8           | Altábornagy Luitenant-generaal Lieutenant-Général              |                                                                | Az egészségügyi csapatoknál nincsen az OF-8-nak megfelelő rendfokozat | Az egészségügyi csapatoknál nincsen az OF-8-nak megfelelő rendfokozat | Altábornagy Luitenant-generaal Lieutenant-Général              |                                                                | Altengernagy Viceadmiraal Vice-Amiral                                                          |                                                                |
| OF-7           | Vezérőrnagy Generaal-majoor Général-Major                      |                                                                | Vezérőrnagy Generaal-majoor Général-Major                             |                                                                       | Vezérőrnagy Generaal-majoor Général-Major                      |                                                                | Ellentengernagy Divisieadmiraal Amiral de division                                             |                                                                |
| OF-6           | Dandártábornok Brigade-generaal Général de Brigade             |                                                                | Dandártábornok Brigade-generaal Général de Brigade                    |                                                                       | Dandártábornok Brigade-generaal Général de Brigade             |                                                                | Flottaadmirális Flottieljeadmiraal Amiral de flottille                                         |                                                                |
| Főtisztek      |                                                                |                                                                |                                                                       |                                                                       |                                                                |                                                                |                                                                                                |                                                                |
| OF-5           | Ezredes Kolonel Colonel                                        |                                                                | Ezredes Kolonel Colonel                                               |                                                                       | Ezredes Kolonel Colonel                                        |                                                                | Sorhajókapitány Kapitein ter zee Capitaine de Vaisseau                                         |                                                                |
| OF-4           | Alezredes Luitenant-kolonel Lieutenant-Colonel                 |                                                                | Alezredes Luitenant-kolonel Lieutenant-Colonel                        |                                                                       | Alezredes Luitenant-kolonel Lieutenant-Colonel                 |                                                                | Fregattkapitány Fregatkapitein Capitaine de Frégate                                            |                                                                |
| OF-3           | Őrnagy Majoor Major                                            |                                                                | Őrnagy Majoor Major                                                   |                                                                       | Őrnagy Majoor Major                                            |                                                                | Korvettkapitány Korvetkapitein Capitaine de Corvette                                           |                                                                |
| Tisztek        |                                                                |                                                                |                                                                       |                                                                       |                                                                |                                                                |                                                                                                |                                                                |
| OF-3           | Vezénylő-százados Kapitein-commandant Capitaine-commandant     |                                                                | Vezénylő-százados Kapitein-commandant Capitaine-commandant            |                                                                       | Vezénylő-százados Kapitein-commandant Capitaine-commandant     |                                                                | Első osztályú sorhajóhadnagy Luitenant-ter-zee 1e klasse Lieutenant de vaisseau de 1ère classe |                                                                |
| OF-2           | Százados Kapitein Capitaine                                    |                                                                | Százados Kapitein Capitaine                                           |                                                                       | Százados Kapitein Capitaine                                    |                                                                | Sorhajóhadnagy Luitenant-ter-zee Lieutenant de vaisseau                                        |                                                                |
| OF-1           | Hadnagy Luitenant Lieutenant                                   |                                                                | Hadnagy Luitenant Lieutenant                                          |                                                                       | Hadnagy Luitenant Lieutenant                                   |                                                                | Kornett Vaandrig-ter-zee Enseigne de vaisseau                                                  |                                                                |
| OF-1           | Alhadnagy Onderluitenant Sous-lieutenant                       |                                                                | Alhadnagy Onderluitenant Sous-lieutenant                              |                                                                       | Alhadnagy Onderluitenant Sous-lieutenant                       |                                                                | 2. osztályú kornett Vaandrig-ter-zee 2de klasse Enseigne de vaisseau de 2e classe              |                                                                |

## Zászlósok és tiszthelyettesek
| NATO besorolás   | Szárazföldi komponens                               | Szárazföldi komponens | Egészségügyi komponens                              | Egészségügyi komponens | Légi komponens                                      | Légi komponens | Tengeri Komponens                                        | Tengeri Komponens |
| ---------------- | --------------------------------------------------- | --------------------- | --------------------------------------------------- | ---------------------- | --------------------------------------------------- | -------------- | -------------------------------------------------------- | ----------------- |
| Zászlósok        |                                                     |                       |                                                     |                        |                                                     |                |                                                          |                   |
| OR-9             | Főtörzszászlós Adjudant-majoor Adjudant-major       |                       | Főtörzszászlós Adjudant-majoor Adjudant-major       |                        | Főtörzszászlós Adjudant-majoor Adjudant-major       |                | Főfedélzetmester Oppermeester-chef Maître-principal-chef |                   |
| OR-9             | Törzszászlós Adjudant-chef                          |                       | Törzszászlós Adjudant-chef                          |                        | Törzszászlós Adjudant-chef                          |                | Fedélzetmester Oppermeester Maître-principal             |                   |
| OR-8             | Zászlós Adjudant                                    |                       | Zászlós Adjudant                                    |                        | Zászlós Adjudant                                    |                | 1 osztályú főhajómester 1e Meester-chef 1e Maître-chef   |                   |
| Tiszthelyettesek |                                                     |                       |                                                     |                        |                                                     |                |                                                          |                   |
| OR-7             | Főtörzsőrmester 1e Sergeant-Majoor 1e Sergent-major |                       | Főtörzsőrmester 1e Sergeant-Majoor 1e Sergent-major |                        | Főtörzsőrmester 1e Sergeant-Majoor 1e Sergent-major |                | 1 osztályú hajómester 1e Meester 1e Maître               |                   |
| OR-6             | Törzsőrmester 1e Sergeant-chef 1e Sergent-chef      |                       | Törzsőrmester 1e Sergeant-chef 1e Sergent-chef      |                        | Törzsőrmester 1e Sergeant-chef 1e Sergent-chef      |                | Főhajómester Meester-chef                                |                   |
| OR-6             | Törzsőrmester 1e Sergeant 1e Sergent                |                       | Törzsőrmester 1e Sergeant 1e Sergent                |                        | Törzsőrmester 1e Sergeant 1e Sergent                |                | Hajómester Meester Maître                                |                   |
| OR-5             | Őrmester Sergeant Sergent                           |                       | Őrmester Sergeant Sergent                           |                        | Őrmester Sergeant Sergent                           |                | 2. osztályú hajómester 2e Meester 2e Maître              |                   |

## Tisztesek és rendfokozat nélküli katonák
| NATO besorolás       | Szárazföldi komponens                           | Szárazföldi komponens | Egészségügyi komponens                          | Egészségügyi komponens | Légi komponens                                  | Légi komponens        | Tengeri Komponens                                                            | Tengeri Komponens         |
| -------------------- | ----------------------------------------------- | --------------------- | ----------------------------------------------- | ---------------------- | ----------------------------------------------- | --------------------- | ---------------------------------------------------------------------------- | ------------------------- |
| Tisztesek            |                                                 |                       |                                                 |                        |                                                 |                       |                                                                              |                           |
| OR-4                 | Szakaszvezető 1e Korporaal-chef 1e Caporal-chef |                       | Szakaszvezető 1e Korporaal-chef 1e Caporal-chef |                        | Szakaszvezető 1e Korporaal-chef 1e Caporal-chef |                       | 1. osztályú főszállásmester 1e Kwartiermeester-chef 1er Quartier-maître-chef |                           |
| OR-4                 | Szakaszvezető Korporaal-chef Caporal-chef       |                       | Szakaszvezető Korporaal-chef Caporal-chef       |                        | Szakaszvezető Korporaal-chef Caporal-chef       |                       | Főszállásmester Kwartiermeester-chef Quartier-maître-chef                    |                           |
| Lagere Vrijwilligers |                                                 |                       |                                                 |                        |                                                 |                       |                                                                              |                           |
| OR-3                 | Tizedes Korporaal Caporal                       |                       | Tizedes Korporaal Caporal                       |                        | Tizedes Korporaal Caporal                       |                       | Szállásmester Kwartiermeester Quartier-maître                                |                           |
| OR-2                 | Őrvezető 1e Soldaat 1er Soldat                  |                       | Őrvezető 1e Soldaat 1er Soldat                  |                        | Őrvezető 1e Soldaat 1er Soldat                  |                       | 1. osztályú tengerész 1e Matroos 1er Matelot                                 |                           |
| OR-1                 | Honvéd Soldaat Soldat                           | Honvéd Soldaat Soldat | Honvéd Soldaat Soldat                           |                        | Honvéd Soldaat Soldat                           | Honvéd Soldaat Soldat | Tengerész Matroos Matelot                                                    | Tengerész Matroos Matelot |